# Întrerupător automat

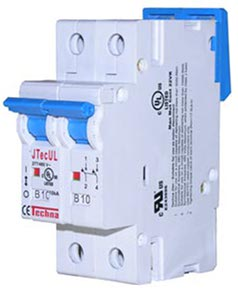
Întrerupător automat miniatură bipolar

Un întrerupător automat este un comutator electric automat destinat să protejeze circuitele electrice împotriva scurtcircuitelor sau depășirii unei valori maxime pentru curentul electric (dat de caracteristica întrerupătorului automat), astfel încât circuitul protejat să nu sufere stricăciuni din cauza efectelor termice provocate de un curent mai mare decât cel nominal. Spre deosebire de siguranțele electrice fuzibile, care după fiecare declanșare trebuie înlocuite (deoarece se topește fuzibilul), întreruptoarele automate trebuie doar reanclanșate manual după înlăturarea defectului sau încetarea stării de suprasarcină. Întrerupătoarele automate există într-o largă diversitate de dimensiuni, de la întrerupătoare miniatură până la întrerupătoare de foarte mari dimensiuni, folosite la tensiuni foarte înalte (e.g. 400kV). Numărul de poli poate fi 1, 1+N, 2, 2+N, 3, 3+N, 4P.

## Modul de funcționare

### Releul magnetic și releul termic

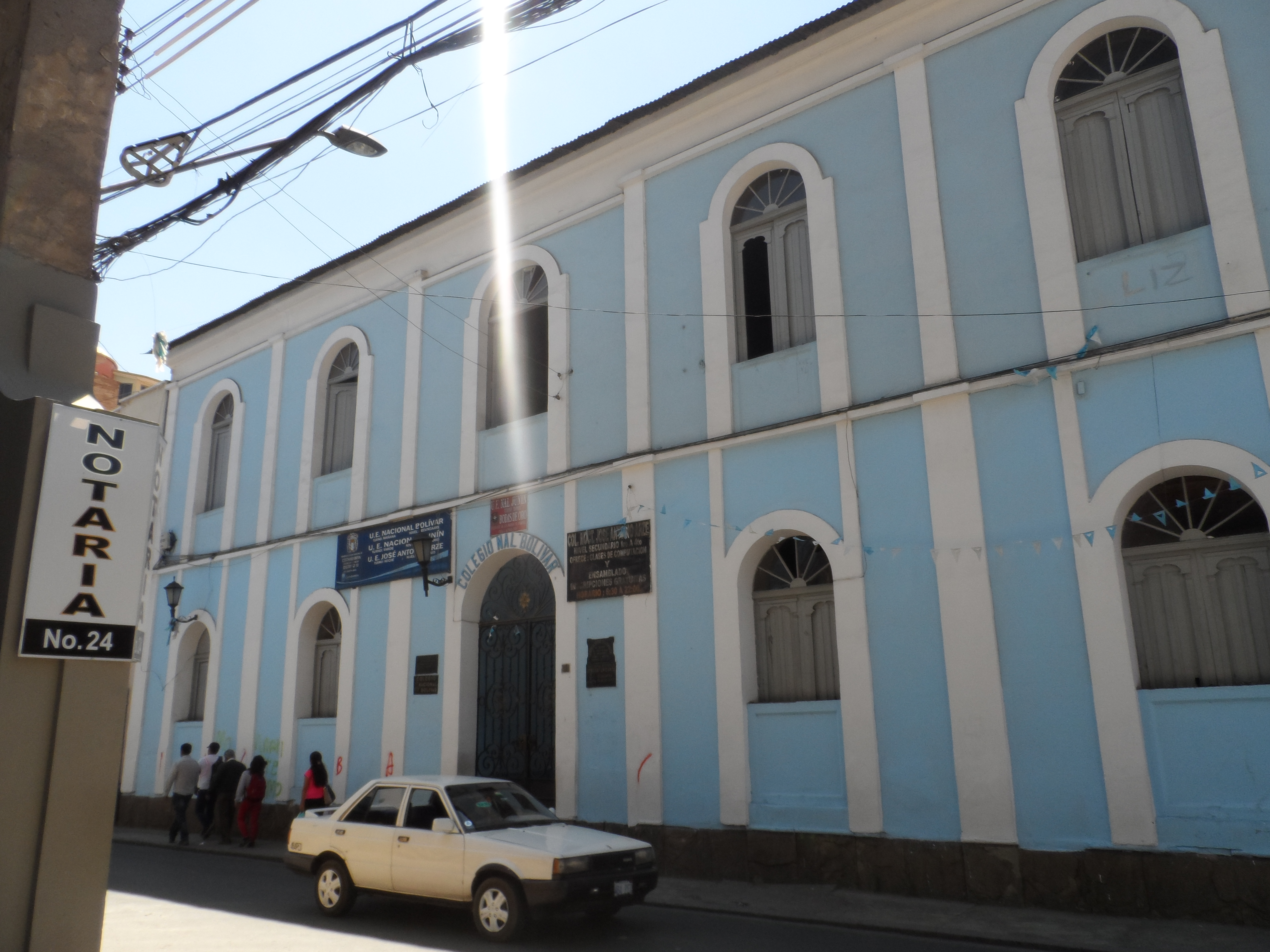
Curba de funcționare a unui întrerupător automat cu protecție magnetică și termică

Întreruptoarele au în construcție un releu electromagnetic, care comandă declanșări foarte rapide în caz de scurtcircuit, care este, de altfel, și funcția principală a întrerupătoarelor. Curentul releului este reglabil, și se alege mai mare decât al supracurenților temporari de scurtă durată, cum ar fi cei ce apar la pornirea motoarelor electrice.
Întrerupătoarele pot fi prevăzute și cu un releu termic. Acesta funcționează pe principiul termo-bimetalului, oferind o protecție temporizată la deschidere, în funcție de suprasarcină.
Întrerupătoarele automate pot fi prevăzute și cu releu de detecție al curenților reziduali, numită și protecție diferențială, care detectează posibilele scurgeri de curent spre exteriorul circuitului. Această protecție măsoară suma curenților prin cele trei faze, care în condiții normale trebuie să fie zero, orice altă valoare (peste un anumit prag reglabil) ducând la alarmare sau întreruperea circuitului.
Deși întrerupătoarele pot avea și funcția de pornire/oprire a consumatorului, acest regim de funcționare nu este recomandat, deoarece, constructiv, din cauza arcului electric (provocat între contactele sale metalice - la deschidere - și care dezvoltă multă căldură), ele sunt concepute pentru un număr redus de comutări.

### Arcul electric
În primele momente ale unui scurtcircuit sau ale unei stări de suprasarcină (neadmisibilă), întrerupătorul și circuitul protejat sunt străbătute de un supracurent mult peste cel nominal. Când se deschid contactele întrerupătorului, între ele se formează un arc electric. Rolul de stingere a acestui arc revine camerei de stingere a întrerupătorului. Întrerupătoarele automate folosite la tensiuni mari au ca mediu de stingere a arcului electric: vidul, gaze inerte (hexafluorura de sulf – SF6), sau uleiul dielectric.
Întrerupătoarele moderne sunt construite cu limitare de curent (curent maxim admisibil), astfel că în cazul unui scurtcircuit sau suprasarcini neadmisibile, curentul nu poate atinge valoarea maximă teoretică. Curentul maxim pe care îl poate întrerupe un întrerupător poartă numele de capacitate de rupere. În caz de depășire a acestui curent, întrerupătorul, deși declanșează, din cauza puterii electrice excesive conduse prin circuit este posibil să nu reușească să stingă arcul electric format între contactele sale, curentul de scurtcircuit (sau cel limitat) circulând în continuare, putându-se produce avarii serioase în instalația protejată, respectiv el însuși se poate defecta sau își micșorează considerabil durata de viață.

## Curentul nominal
Standardul internațional IEC 60898-1 definește curentul nominal (In) al întrerupătoarelor automate de uz casnic ca fiind curentul la care acesta poate funcționa neîntrerupt (la o temperatură ambiantă de 30 °C). Valorile uzuale ale curentului nominal al întrerupătoarelor sunt: 6A, 10A, 16A, 20A, 25A, 32A, 40A, 50A, 63A, 80A, 100A, 125A, 160A, 200A, 250A, 400A, 630A, 800A, 1000A, 1250A, 1600A, 2500A etc. Din punct de vedere al curentului magnetic (Im), întrerupătoarele sunt din categoria „B” (Im = 3÷5 In), „C” (Im = 5÷10 In) sau „D” (Im = 10÷20 In).
La alegerea unui întrerupător trebuie să se respecte criteriile de selectivitate, adică să nu întrerupă, în caz de defect, înaintea unui alt întrerupător situal în aval, și nici după unul situat în amonte. Selectivitatea poate fi de curent (ampermetrică) sau de timp.(cronometrică)

## Întrerupătoare de înaltă tensiune

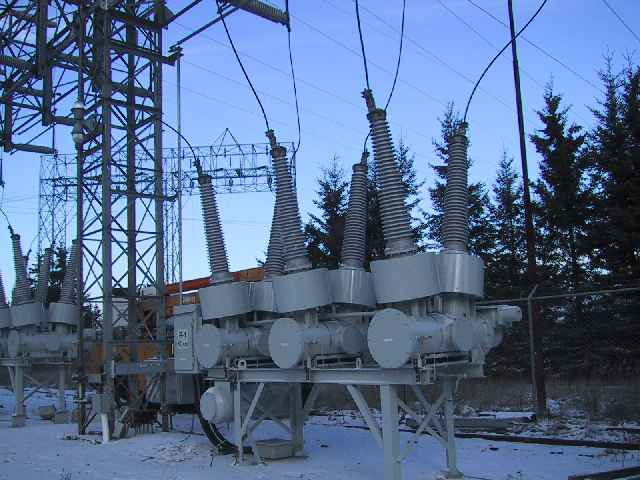
Întrerupător tripolar de 1200 A, 115kV

## Clasificare
Întrerupătoarele pot fi clasificate după mai multe criterii:
- după numărul de poli:
  - monopolare
  - bipolare
  - tripolare
  - tetrapolare
- după felul instalației:
  - de interior
  - de exterior
  - pentru izolații capsulate
- după nivelul de izolație:
  - cu izolație normală
  - cu izolație întărită, pentru zonele cu poluare intensă
- după dispozitivul de acționare:
  - cu acționare monofazică
  - cu acționare trifazică
- după modul de stingere a arcului electric:
  - cu mediu de stingere lichid (ulei, apă)
  - cu mediu de stingere gazos (aer comprimat, hexafluorură de sulf (SF6))
  - cu vid
  - cu suflaj magnetic
  - cu mediu de stingere gazogenerator

## Caracteristici
- Tensiunea nominală – tensiunea maximă de serviciu a rețelei în care este destinat să lucreze întrerupătorul.
- Nivelul de izolație nominal sau nivelul de ținere nominal este caracterizat prin valorile tensiunilor de ținere nominale la impuls și la frecvență industrială.
- Frecvența nominală a tensiunii nominale a întrerupătorului este identică cu frecvența nominală a rețelei în care va acționa întrerupătorul.
- Curentul nominal este valoarea standardizată a curentului sub care întrerupătorul poate funcționa în regim permanent fără ca limitele admisibile de încălzire să fie depășite.
- Capacitatea de rupere nominală la scurtcircuit este valoarea efectivă a celui mai mare curent de scurtcircuit pe care aparatul trebuie sa-l întrerupă în condițiile de utilizare și funcționare prescrise.
- Curentul de stabilitate termică este curentul pe care aparatul îl poate suporta un anumit timp stabilit de constructor, fără a depăși limitele de încălzire.
  - de obicei se stabilesc următoarele durate admisibile de trecere a curenților de stabilitate termică:
    - pentru Un ≥ 110 kV – t ≥ 3s
    - pentru Un ≤ 35 kV – t ≤ 4s
- Timpul propriu de deschidere este intervalul de timp care trece de la închiderea circuitului bobinei de declanșare a dispozitivului de acționare până la începerea desfacerii contactelor de stingere a arcului ale întrerupătorului.
- Timpul total de deschidere este intervalul de timp care trece de la închiderea circuitului bobinei de declanșare a dispozitivului de acționare până la stingerea completă a arcului în toate fazele.
- Timpul de închidere este intervalul de timp de la aplicarea impulsului pentru închidere până în momentul atingerii contactelor.

## Condiții impuse
1. Capacitatea de rupere este mai mare.
  - pentru Un = 110 – 220 kV – I = 31,5 – 50 kA
  - pentru Un = 400 – 750 kV – I = 50 – 60 kA
2. Întrerupere sigură a curentului în domeniul de câțiva zeci de amperi până la valoarea nominală a curentului, precum și curentul de scurtcircuit.
3. Durata de întrerupere cât mai scurt posibilă.
4. Posibilitatea reanclanșării rapide mono și trifazate.
5. Verificarea și revizia ușoară a contactelor.
6. Siguranță împotriva exploziilor și incendiilor.
7. Condiții privind economicitatea întrerupătorului.

Întrerupătoarele care au ca mediu de stingere a arcului uleiul pot fi împărțite în două mari categorii:
- cu ulei mult
- cu ulei puțin

Practica a arătat că folosirea întrerupătoarelor cu volum mare de ulei prezintă dezavantaje serioase, dintre care cel mai grav este pericolul de incendiu.
Prezența cantității mari de ulei provoacă greutăți mari în exploatare.
Din aceste motive s-a trecut la tipuri de întrerupătoare cu ulei puțin, ceea ce a condus la micșorarea dimensiunilor întrerupătoarelor.